# Bedenov graben
Bedenov graben je potok, ki teče po Mrzli dolini in se pri Litiji kot desni pritok izliva v reko Savo. Povirni kraki Bedenovega grabna so Šenkotov graben, Konjski potok in Jelenji potok. 